# Відносини Сирія — Європейський Союз
Європейський Союз (ЄС) і Сирійська Арабська Республіка підписали між собою дві угоди. Однак через репресії сирійського уряду проти своєї опозиції ЄС вводить ембарго на Сирію. З 2011 року ЄС підтримує опозиційну Сирійську національну раду і закликає нинішній уряд піти у відставку, скасувати режим надзвичайного стану (що діє з 1962 року) та провести в країні демократичні перетворення. З 2012 року вона визнає опозицію легітимним представником сирійського народу.
На початку 2012 року кілька країн-членів ЄС, у тому числі Франція, Сполучене Королівство, Італія та Нідерланди, закрили свої посольства в Дамаску.

## Угоди
У 1977 році ЄС і Сирія підписали Угоду про співробітництво, яка регулює відносини, яка служить основою для відносин з ЄС.  У 2004 та 2008 роках між ЄС та Сирією було укладено нові двосторонні угоди. Сирія також приєдналася до Європейського Союзу для Середземномор'я (а раніше до Барселонського процесу) і Європейської політики сусідства, але не отримує повної вигоди до застосування Угоди про асоціацію між ЄС та Сирією, яка була підписана в 2009 році і була призупинена Союз Середземномор'я у 2011 році.

## З 2011 року

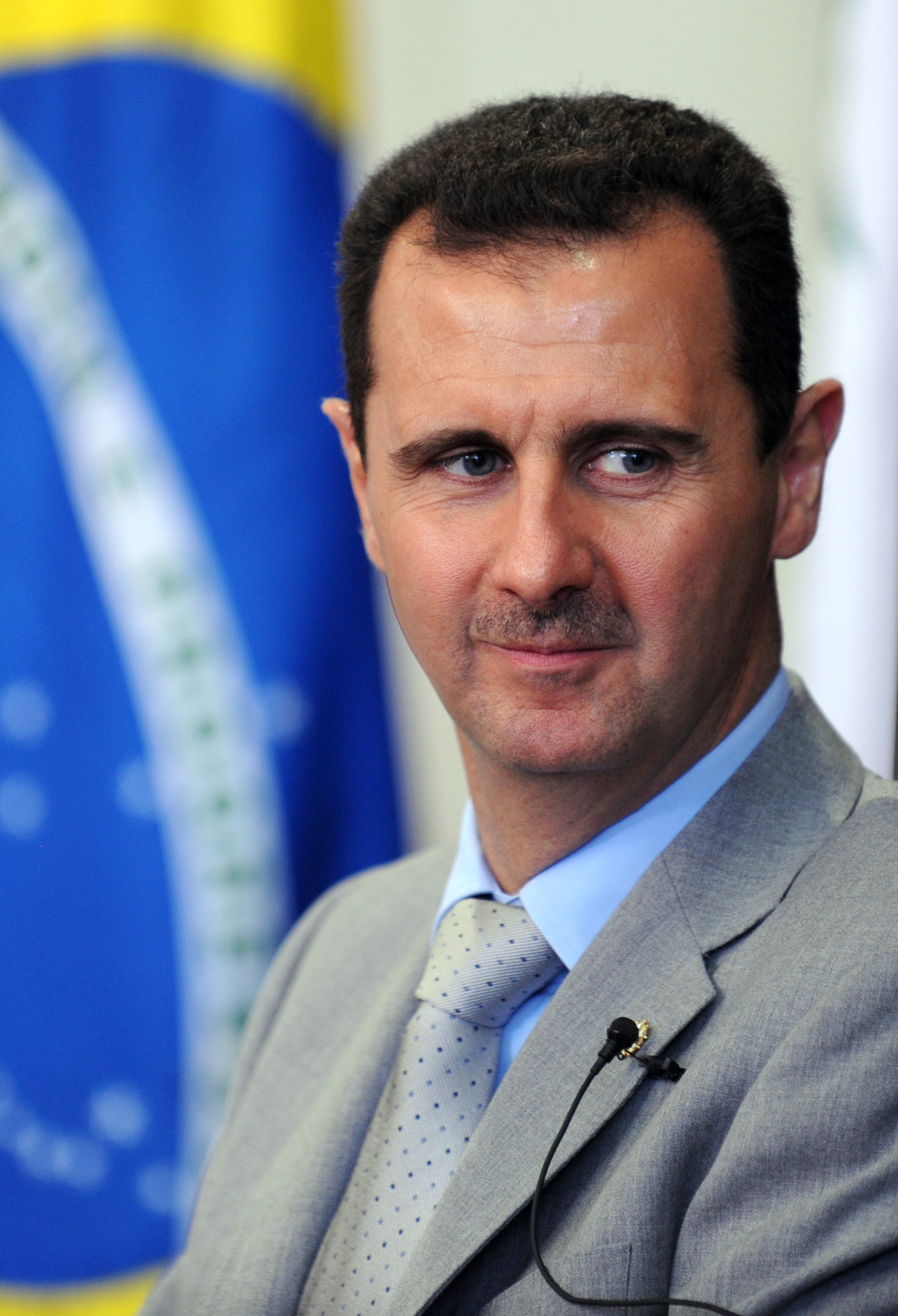
Башар аль-Асад

Після громадянського повстання в Сирії навесні 2011 року та ескалації насильства та порушень прав людини ЄС призупинив двостороннє співробітництво з сирійським урядом і заморозив проєкт Угоди про асоціацію. Відтоді ЄС також призупинив участь сирійської влади у своїх регіональних програмах. Європейський інвестиційний банк (ЄІБ) призупинив усі кредитні операції та технічну допомогу. ЄС запровадив, а потім розширив цілеспрямовані санкції, включаючи ембарго на поставки зброї, заморожування активів і заборону на поїздки для членів уряду, а також нафтове ембарго. Таким чином, Сирія припинила своє членство та участь у Середземноморському Союзі. Представництво ЄС у Сирії залишалося відкритим до грудня 2012 року. У грудні 2012 року ЄС визнав Національну коаліцію сирійських революційних і опозиційних сил «законними представниками» сирійського народу.
ЄС є членом Групи друзів Сирії.

## Торгівля
До війни ЄС був найбільшим торговельним партнером Сирії з експортом товарів ЄС до Сирії на 3,6 млрд євро та 3,5 млрд євро з сирійського експорту до ЄС. Загальна торгівля становила 7,18 мільярдів євро в 2010 році, і ЄС є найбільшим торговельним партнером Сирії з 22,5% її торгівлі (Сирія є 50-м у ЄС).  Двостороння торгівля скоротилася після війни до 1,45 мільярда євро в 2013 році, що на 91% скоротилося експорту із Сирії та на 61% експорту з ЄС порівняно з 2011 роком.